# 台屿站
台屿站（福州話：/tuai˥˧ løy˨˦˨/）位于中华人民共和国福建省福州市仓山区盘屿路与福湾路交叉口南侧，是福州地铁5号线的地铁车站，于2022年4月29日投入使用。

## 车站结构
台屿站位于盘屿路下方、福湾路与台屿路之间，呈西北至东南向布置。车站为地下两层标准车站，主体基坑长210米，标准段宽度为19.7米，深17米。
| 地面层   | 出入口                               |  | 出入口                       |
| 地下一层 | 站厅                                 |  | 票务服务、自动售票机         |
| 地下二层 | 1                                    |  | 5号线 往荆溪厚屿（东岭）     |
| 地下二层 | 岛式站台，列车运行方向左侧的车门开启 |  |                              |
| 地下二层 | 2                                    |  | 5号线 往福州火车南站（盘屿） |

### 出入口与周边
台屿站目前开放3个出入口，无障碍电梯位于A出入口、卫生间位于D出入口。
| 台屿站出入口信息            | 台屿站出入口信息 | 台屿站出入口信息 | 台屿站出入口信息         |
| --------------------------- | ---------------- | ---------------- | ------------------------ |
|                             |                  |                  |                          |
| 编号                        | 设施             | 位置             | 接驳交通                 |
| 出口 · A                    |                  | 车站东北口       | 台屿地铁站、台屿         |
| 出口 · C                    |                  | 车站西南口       | 秋月苑、台屿、公交福湾站 |
| 出口 · D                    |                  | 车站东南口       | 台屿地铁站               |
| 注： 设有电梯 \| 设有卫生间 |                  |                  |                          |

## 历史
- 2016年7月20日，于福州市轨道交通5号线一期工程环境影响评价第一次公示中提及设置福湾路站。[3]
- 2017年11月18日，台屿站一期围挡施工开始。[4]
- 2017年11月23日，台屿站施工正式开始。
- 2018年12月29日，台屿站主体结构封顶。[2]
- 2022年4月24日，台屿站开放为期三天的免费试乘。[5]
- 2022年4月29日，台屿站启用。[6]